# محمدآباد (علی‌جمال، جنوب)
محمدآباد یک روستا در ایران است که در دهستان علی‌جمال شهرستان بشرویه واقع شده است. براساس سرشماری مرکز آمار ایران در سال ۱۳۹۵، در سرشماری ۱۳۸۵ جمعیت این روستا کمتر از سه خانوار بوده است.